# Unione Sportiva Lucchese Libertas 1946-1947
Questa voce raccoglie le informazioni riguardanti l'Unione Sportiva Lucchese Libertas nelle competizioni ufficiali della stagione 1946-1947.

## Rosa
| N. |                   | Ruolo | Calciatore          |
| -- | ----------------- | ----- | ------------------- |
|    | Italia (bandiera) | A     | Candido Artighi     |
|    | Italia (bandiera) | D     | Alberto Bertuccelli |
|    | Italia (bandiera) | A     | Marcello Bonaccorsi |
|    | Italia (bandiera) | D     | Oreste Brondi       |
|    | Italia (bandiera) | C     | Lelio Catelli       |
|    | Italia (bandiera) | D     | Giuseppe Cellai     |
|    | Italia (bandiera) | A     | Ugo Conti           |
|    | Italia (bandiera) | A     | Elpidio Coppa       |
|    | Italia (bandiera) | A     | Tommaso Galeotti    |
|    | Italia (bandiera) | C     | Aldo Giannotti      |

| N. |                   | Ruolo | Calciatore          |
| -- | ----------------- | ----- | ------------------- |
|    | Italia (bandiera) | P     | Renato Giudici      |
|    | Italia (bandiera) | A     | Luciano Giusti      |
|    | Italia (bandiera) | D     | Dino Mazzi          |
|    | Italia (bandiera) | A     | Danilo Michelini    |
|    | Italia (bandiera) | C     | Athos Miniati       |
|    | Italia (bandiera) | C     | Josè Paolinelli     |
|    | Italia (bandiera) | D     | Giuliano Ragghianti |
|    | Italia (bandiera) | A     | Luigi Rosellini     |
|    | Italia (bandiera) | P     | Lorenzo Vellutini   |
|    | Italia (bandiera) | A     | Zuppi               |

## Statistiche

### Statistiche di squadra
| Competizione | Punti | In casa | In casa | In casa | In casa | In casa | In casa | In trasferta | In trasferta | In trasferta | In trasferta | In trasferta | In trasferta | Totale | Totale | Totale | Totale | Totale | Totale | DR  |
| Competizione | Punti | G       | V       | N       | P       | Gf      | Gs      | G            | V            | N            | P            | Gf           | Gs           | G      | V      | N      | P      | Gf     | Gs     | DR  |
| ------------ | ----- | ------- | ------- | ------- | ------- | ------- | ------- | ------------ | ------------ | ------------ | ------------ | ------------ | ------------ | ------ | ------ | ------ | ------ | ------ | ------ | --- |
| Serie B      | 54    | 20      | 16      | 1       | 3       | 47      | 16      | 20           | 8            | 5            | 7            | 31           | 29           | 40     | 24     | 6      | 10     | 78     | 45     | +33 |

### Statistiche dei giocatori
| Giocatore       | Serie B  | Serie B |
| Giocatore       | Presenze | Reti    |
| --------------- | -------- | ------- |
| C. Arrighi      | 4        | 0       |
| A. Bertuccelli  | 30       | 0       |
| M. Bonaccorsi   | 29       | 1       |
| O. Brondi (II)  | 31       | 0       |
| L. Catelli (II) | 11       | 5       |
| G. Cellai       | 32       | 1       |
| U. Conti        | 32       | 24      |
| E. Coppa        | 22       | 10      |
| T. Galeotti     | 5        | 1       |
| A. Giannotti    | 18       | 0       |
| R. Giudici      | 16       | -?      |
| D. Mazzi        | 18       | 0       |
| D. Michelini    | 38       | 6       |
| A. Miniati      | 37       | 10      |
| J. Paolinelli   | 18       | 2       |
| G. Ragghianti   | 19       | 0       |
| L. Rosellini    | 37       | 9       |
| L. Vellutini    | 24       | -?      |